# رباط پهن زهدان
رباط پهن زهدان یا لیگامان پهن رحمی (انگلیسی: Broad ligament of the uterus) چین پهنی از صفاق است که از کنار زهدان (رحم) تا دیواره لگن کشیده شده و شامل سه قسمت است:
۱. بند زهدان (مزومتریوم) یا قسمتی که بخش اصلی رحم را حمایت می‌کند.
۲. بند لوله رحم (مزوسالپینکس) یا قسمتی که لوله رحمی را نگهداری می‌کند.
۳.  بند تخمدان (مزوواریوم) یا قسمتی که تخمدان را نگه می‌دارد.